# Japanerens hævn
Japanerens hævn er en amerikansk stumfilm fra 1915 af Cecil B. DeMille.

## Medvirkende
- Fannie Ward som Edith Hardy.
- Sessue Hayakawa som Hishuru Tori.
- Jack Dean som Richard Hardy.
- James Neill som Jones.
- Yutaka Abe som Toris tjener.